# Шенкарёв, Олег Александрович
Олег Александрович Шенкарёв (род. 12 октября 1947 года) — депутат Государственной Думы Федерального Собрания РФ первого и второго созывов (1993—1995, 1995—1999) от Почепского одномандатного избирательного округа № 65 Брянской области.

## Биография
Родился 12 октября 1947 года в деревне Своятичи Барановичской области Белорусской ССР (ныне Ляховичский район, Брестская область, Беларусь). Происходит из семьи сельских учителей.
Окончил Брянский политехнический техникум (1962—1965), Тульский политехнический институт по специальности радиоинженер (1965—1973), Московскую Высшую партийную школу (1990).
- с 1967 регулировщик аппаратуры на электромеханическом заводе;
- 1969—1973 секретарь заводской комсомольской организации;
- 1973—1974 служба в Армии;
- 1974—1976 инструктор Бежицкого райкома партии Брянска;
- 1976—1981 заведующий отделом Бежицкого райкома партии Брянска;
- 1982—1991 консультант Дома политпросвещения, инструктор, заведующий отделом Бежецкого райкома КПСС;
- 1991 (до 21 августа) секретарь Брянского горкома КПСС, председатель брянского областного комитета Социалистической партии трудящихся;
- 1991—1993 преподаватель истории России и политологии в Брянском институте транспортного машиностроения[1][2][3].

В октябре 1995 года выдвинут избирательным объединением «Коммунистическая партия Российской Федерации» кандидатом в депутаты Государственной Думы по Почепскому одномандатному избирательному округу № 65 Брянской области, победив среди 13 кандидатов набрав 36,40 % голосов избирателей.
В 1991—1996 годах — первый секретарь Брянского обкома КП РФ. Член ЦИК КПРФ.
С 1993—1995 годах — депутат Государственной Думы первого созыва (Почепский округ № 66 Брянской области), выдвинут КПРФ, набрал 32,95 % голосов. Являлся членом фракции КПРФ.
С 1994 по 1995 годах — член Комитета по труду и социальной поддержке, председатель подкомитета по социальной защите граждан, пострадавших от радиационного воздействия и других чрезвычайных ситуаций, заместитель председателя Мандатной комиссии.
В 1995—1999 годах — депутат Государственной Думы второго созыва, вошел во фракцию КПРФ. Член Мандатной комиссии. с 23 января 1996 года (Постановление от 31.01.1996 г.) заместитель председателя Комитета Государственной Думы по труду и социальной политике до 10 июня 1998 года.
В 1998 году в Комитете введена дополнительная должность заместителя председателя Комитета, на которую Шенкарёв вновь избран заместителем. Один из двух (наряду с Юрием Маслюковым) депутатов фракции КПРФ, который 17 апреля 1998 г. проголосовал за кандидатуру Кириенко (Дума, где КПРФ и её союзники имели большинство, дала согласие на утверждение Кириенко только 24 апреля, так как после 3-го отказа президент имел право распустить Думу).
В 1998 году исключён из КПРФ.
В 1999 году зарегистрирован кандидатом в депутаты Госдумы III созыва по Почепскому избирательному округу № 65 (Брянская область) как независимый кандидат. Выборы проиграл, набрал 12,79 % (4 место).
В 2000 году на учредительном собрании депутатской группы «Народный депутат» избран руководителем аппарата группы.
В 2003 году выдвинут партией «Народная партия Российской Федерации» кандидатом в депутаты Государственной Думы IV созыва по Почепскому одномандатному избирательному округу № 67 (Брянская область). Выборы проиграл (3,30 % голосов).
Выступал за восстановление Советской власти, укрепление социально-экономических гарантий для всех нуждающихся, изменение экономического курса установлением паритета цен на промышленную и сельхозпродукцию. Настаивал на изыскании средств для образования, здравоохранения, армии, учреждений науки и культуры. Выступал против продолжения войны в Чечне.
За время работы в Госдуме разработал несколько законопроектов, направленных на защиту социальных прав населения, многие из которых стали законами.
Женат, имеет двоих детей.